# Ulica Monte Cassino w Krakowie
Ulica Monte Cassino – ulica w Krakowie, w dzielnicy VIII Dębniki, biegnąca od Ronda Grunwaldzkiego do skrzyżowania ulic Adolfa Nowaczyńskiego, gen. Bohdana Zielińskiego i Kapelanka. Arteria o charakterze przelotowym powstała w 1973 w związku z budową układu komunikacyjnego przy oddanym do użytku rok wcześniej moście Grunwaldzkim. Współczesna ulica, która przecięła zabudowę historycznej dzielnicy Dębniki, biegnie śladem dawnej ulicy Zielnej.
Po powstaniu ulica nosiła imię Zbigniewa Skolickiego, przewodniczącego Prezydium Rady Narodowej Miasta Krakowa oraz posła na Sejm w okresie PRL. Obecną nazwę nadano w 1991 dla upamiętnienia bitwy o Monte Cassino.

U zbiegu ulic Monte Cassino i Marii Konopnickiej, przy Rondzie Grunwaldzkim powstało Centrum Kongresowe ICE.

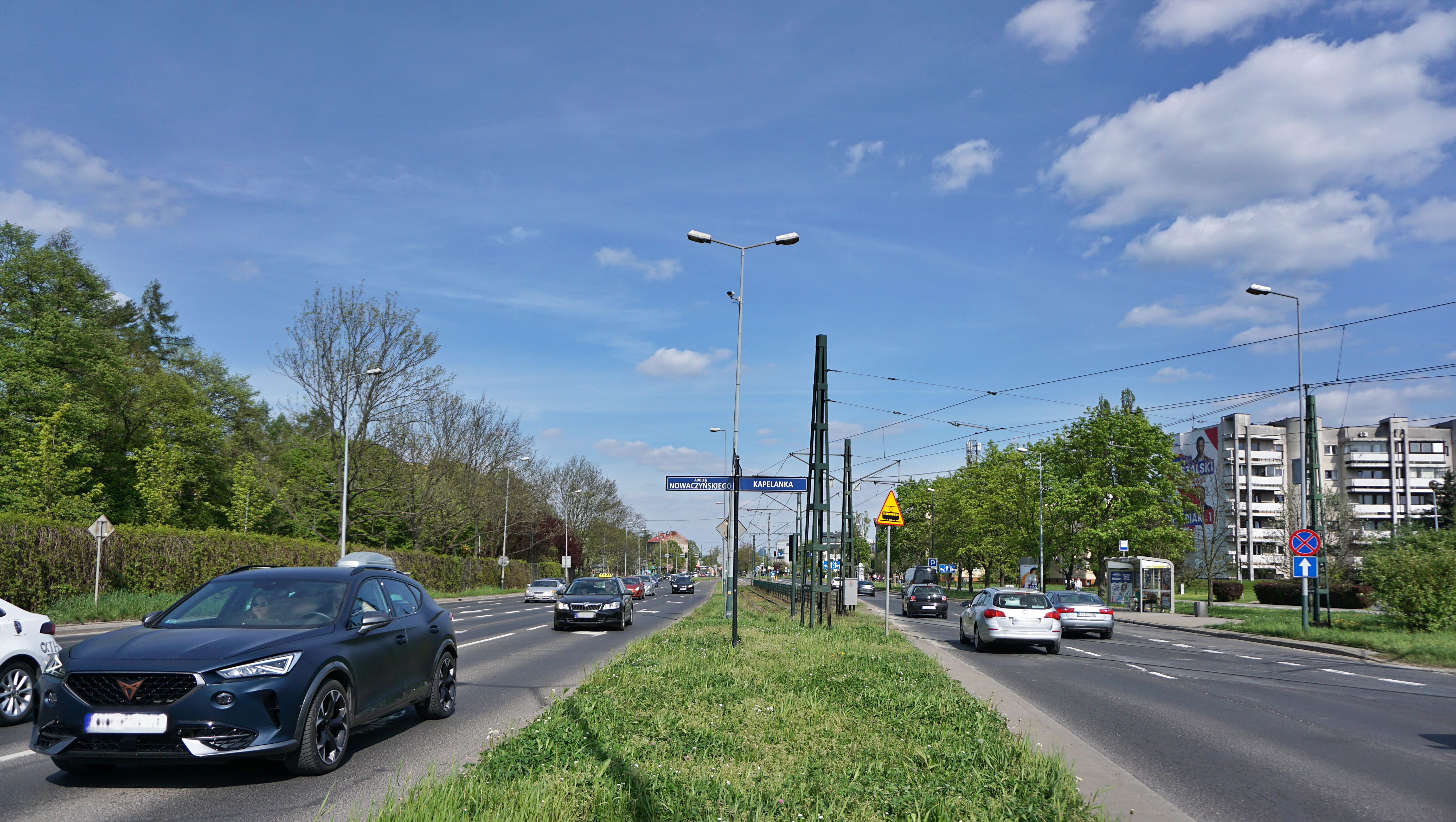
Widok od skrzyżowania z ul. Kapelanka, ul. Adolfa Nowaczyńskiego i ul. gen. Bohdana Zielińskiego
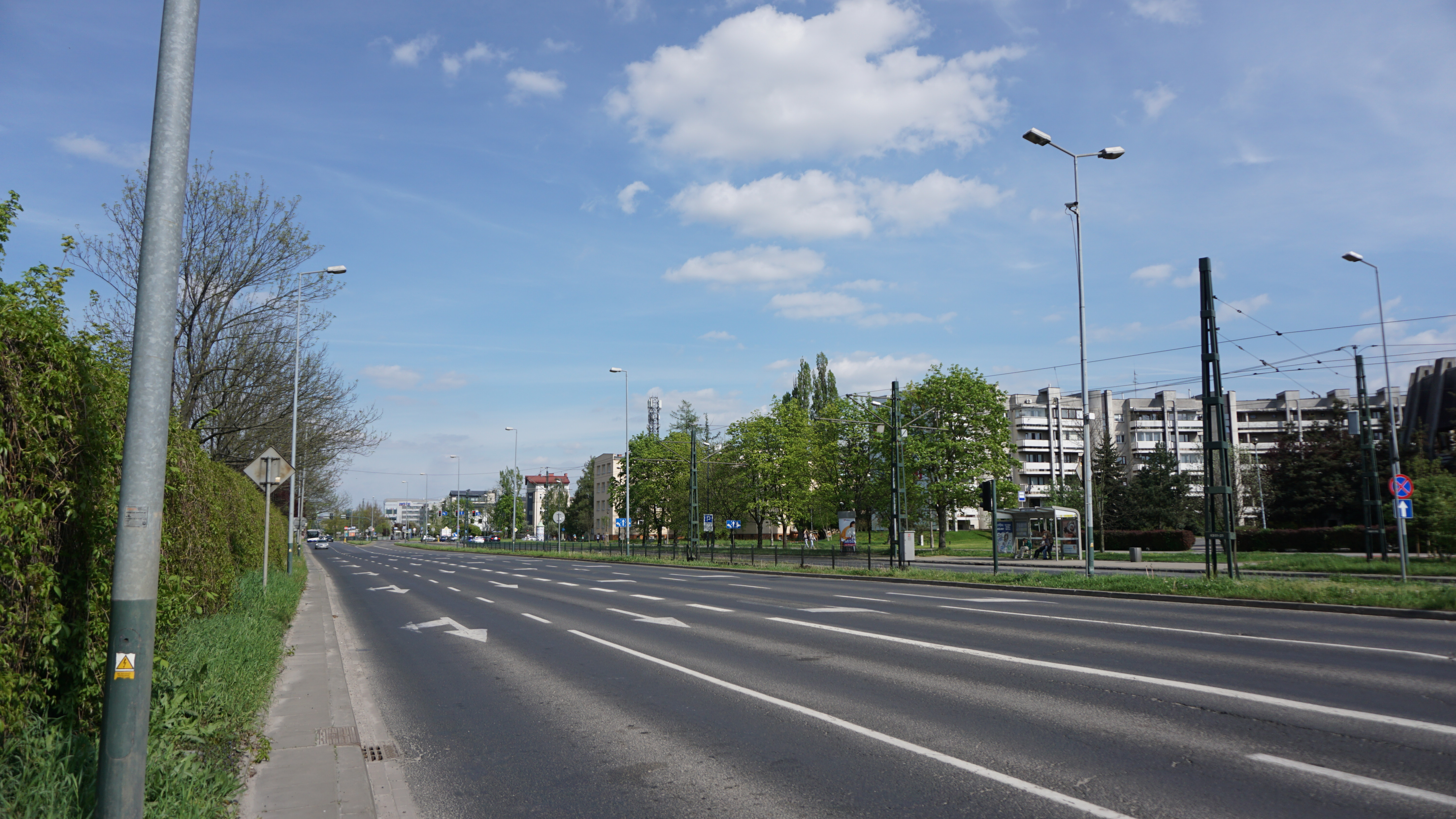
Widok na wschód